# Tricentrus colligatoclypeides
Tricentrus colligatoclypeides är en insektsart som beskrevs av Yuan och Xiaolong Cui. Tricentrus colligatoclypeides ingår i släktet Tricentrus och familjen hornstritar. Inga underarter finns listade i Catalogue of Life.